# Маргарета фон Диц
Маргарета фон Диц (на немски: Margarethe von Dietz, * 8 май или 14 октомври 1544 в Шпангенберг; † 12 юли 1608) от Дом Хесен е графиня на Диц и чрез женитби графиня на Ной-Еберщайн и Еверщайн-Кваркенбург.
Тя е четвъртото дете и най-възрастната дъщеря на ландграф Филип I фон Хесен Великодушни (1504 – 1567) и втората му съпруга (морганатичен брак) Маргарета фон дер Заале (1522 – 1566). В завещанието си нейният баща определя 1562 г. децата му да получат титлата графове на Диц.
Тя е по-малка полусестра на ландграфовете Вилхелм IV фон Хесен-Касел, Филип II фон Хесен-Рейнфелс и Георг I фон Хесен-Дармщат, които вземат собственостите на графовете на Диц.
След смъртта на майка ѝ Маргарета става дворцова дама при снаха си, ландграфиня Сабина (1549 – 1581), съпругата на нейния полубрат Вилхелм IV фон Хесен-Касел. Следващата година тя се омъжва.

## Фамилия
Маргарета се омъжва два пъти. 
На 31 декември 1567 г. тя се омъжва в Касел за граф Ханс Бернхард фон Еберщайн-Ной-Еберщайн-Фрауенберг (1540 – 1574), син на граф Йохан Якоб I фон Еберщайн († 1574). Те имат децата:
- Филип II фон Еберщайн (1570 – 1609), граф на Еберщайн във Вертенщайн, Фрауенбург, женен за Филипа Барбара фон Флекенщайн
- Барбара (ок. 1574 – сл. 1609), омъжена през април 1589 г. за Георг Лудвиг фон Фрайберг-Юстинген (1574 – 1631)
- Йохан Якоб II фон Еберщайн (1574 – 1637/1638), граф на Ной-Еберщайн, женен I. за Мария Юлиана фон Крихинген († 1608), II. за Маргарета фон Золмс-Лаубах (1580 – 1635)

На 10 август 1577 г. тя се омъжва втори път във Фрауенберг за померанския граф Стефан Хайнрих фон Еверщайн-Кваркенбург (1533/1543 – 1613), син на граф Георг фон Еверщайн-Наугард-Масов (1481 – 1553) и Валпурга Шлик фон Басано-Вайскирхен († 1575). Те имат децата:
- Сабина Хедвиг фон Еверщайн (* 1579; † 9 септември 1631), омъжена 1600/1601 г. за фрайхер Фридрих Ердман фон Путбус (* 1576; † 22 октомври 1622)
- Валпургис фон Еверщайн (* ок. 1581; † 25 април 1613), омъжена 1603 г. за фрайхер Ернст Лудвиг I фон Путбус (1580 – 1615), брат на зет ѝ Фридрих Ердман фон Путбус